# 库利亚 (图瓦卢)
库利亚（英語：Kulia）是南太平洋岛国图瓦卢的一座村庄，为纽陶岛的行政中心和首府。库利亚位于纽陶岛西部。该村庄于2010年人口224人。从历史上，库利亚村被居民们称为图阿帕。